# 131
El año 131 (CXXXI) fue un año común comenzado en domingo del calendario juliano, en vigor en aquella fecha.
En el Imperio romano el año fue nombrado el del consulado de Lenas y Rufino, o menos frecuentemente, como el 884 ab urbe condita, siendo su denominación como 131 a principios de la Edad Media, al establecerse el Anno Domini.

## Acontecimientos
- Comienza la Rebelión de Bar Kojba en Judea que acabará en 135.
- El emperador Adriano comienza la construcción de la ciudad de Aelia Capitolina, colonia erigida sobre la antigua Jerusalén.
- Adriano refuerza legalmente la autoridad del emperador, restringiendo las funciones del senado a refrendar sus edictos. Al mismo tiempo, divide la Península itálica en distritos, lo cual mina aún más la autoridad senatorial y su prestigio.